# Märjamaa
Märjamaa – miasto w Estonii w prowincji Rapla, znajdujące się w połowie drogi między Tallinnem a Pärnu. Liczy 3 100 mieszkańców (2006). Ośrodek przemysłu spożywczego.